# コネクトミクス
コネクトミクス（Connectomics）は、コネクトームの成果や研究のことである。コネクトームとは、生物の神経系内（特に脳や目）の接続の包括的なマップである。これらの構造は非常に複雑であるため、この研究領域が使用する手法は、神経系における神経接続の多数のマップを、高速に、効率的に、高い解像度で得るために、神経画像化および組織学的技術のハイスループットを使用する。ハイスループットとは、自動化されたロボットやプログラミングを使って、自動的に大量の処理を行うことである。このようなプロジェクトの主な焦点は、脳だが、任意の神経接続、例えば、神経筋接合部などを含み、理論的には、これらをコネクトミクスによってマッピングすることができるだろう。

## ツール
マクロスケールレベルでコネクトミクスの研究のために使用される主要なツールの一つは、diffusion MRIである。 コネクトミクスの研究のための、マイクロスケールレベルでの主要なツールは、3D電子顕微鏡 で、神経回路の再構築のために使用される。フル解像度でのマイクロコネクトームのいくつかを参照したければ、オープンコネクトームプロジェクトを参照するといい。ボックらの12TBのデータセットを含むいくつかのコネクトームデータセットが管理されている（2011年）。参照Open Connectome Project

## モデル
コネクトミクスの研究のために使用されるモデルは、人間の脳以外には、マウス、 ショウジョウバエ、 センチュウ C.elegans、 メンフクロウである。
病気のコネクトームと健康なコネクトームを比較することにより、神経因性の疼痛をはじめ精神的な病理、およびそれらの治療法についての洞察が得られるだろう。また、神経科学の研究分野は、標準化されたコネクトームの生データから多くの知見が得られるだろう。例えば、コネクトームの地図は、脳の全体の活動の計算モデルを知るために使用することができる。 現在のニューラルネットワークは、ほとんどの接続パターンを、確率的な表現に依存している。 コネクトグラムといわれるコネクトミクスの円形図は、ニューラルネットワークへの損傷の程度を記述するために、外傷性脳損傷の例で使用されてきた。

## 批判
このシステムを記述するために、単語-omics、つまりConnectomicsの使用は批判されている。 単語の造語は２つの原典でみられる。 Olaf Sporns と Patric Hagmannによる博士論文である。

## ゲノミクスとの比較
ヒトゲノムプロジェクトは、最初は上記の批判の多くに直面したが、前倒しで完了し、遺伝学における多くの進歩につながった。ゲノミクスで起こったことが、コネクトミクスにも起こると考えることもでき、コネクトミクスの見通しについて、もう少し楽観的でなければならないとも主張する人もいる。

## コネクトグラム
コネクトグラムとはコネクトミクスの画像化で、人間の脳内の白質線維結合のすべてをマッピングして解釈するための研究の分野でグラフ理論を利用して円形図は、ニューラルネットワークへの損傷の程度を記述するために、外傷性脳損傷の例で使用されており、単一構造、単一被験者、または集団に対する白質繊維結合および皮質特徴を実証する。